# Oleksandr Volodimirovich Zakharchenko
Oleksandr Vladimirovich Zakharchenko (tiếng Nga: Алекса́ндр Влади́мирович Заха́рченко, IPA: [ɐlʲɪˈksandr vlɐˈdʲimʲɪrəvʲɪtɕ zɐˈxartɕɪnkə], tiếng Ukraina: Олександр Володимирович Захарченко; 26 tháng 6 năm 1976 - 31 tháng 8 năm 2018)  là một nhà lãnh đạo ly khai, từng là là người đứng đầu nhà nước và Thủ tướng Cộng hòa Nhân dân Donetsk tuyên bố độc lập khỏi Ucraina vào ngày 11 tháng 5 năm 2014. Ông cũng từng là Bộ trưởng Quốc phòng Cộng hoà Nhân dân Donetsk. Zakharchenko được bổ nhiệm làm Thủ tướng vào tháng 8 năm 2014 sau khi người tiền nhiệm của ông, Alexander Borodai, từ chức và tiếp tục giành chiến thắng trong cuộc bầu cử đầu tháng 11 năm 2014 cho vị trí này.
Zakharchenko bị sát hại vào năm 2018 khi một quả bom phát nổ tại quán cà phê mà ông thường lui tới .

## Tiểu sử
Zakharchenko sinh ra ở Donetsk vào ngày 26 tháng 6 năm 1976. Ông tốt nghiệp kỹ thuật và sau đó làm nghề thợ điện mỏ. Ông đã nổi lên vào tháng 4 năm 2014 với cương vị là chỉ huy một lực lượng dân quân, được thành lập từ các thành viên của nhóm công dân và võ thuật Oplot, dẫn dắt việc ly khai tiếp quản trụ sở chính phủ 11 tầng ở trung tâm Donetsk. Ngày 16 tháng 5 năm 2014 Zakharchenko được bổ nhiệm làm 'chỉ huy quân đội của Donetsk'. Kể từ tháng 5 năm 2014 Zakharchenko đã đóng một vai trò quan trọng trong cuộc nổi dậy chống lại chính quyền trung ương của Ukraine. Vào ngày 24 tháng 7 năm 2014, ông được trao tặng Huân chương General trong lực lượng vũ trang DPR, ngay sau khi bị thương trong cánh tay trong cuộc chiến với các lực lượng chính phủ Ukraina.